# Francesco Giuliani (scrittore)
Francesco Pasquale Giuliani (Castel del Monte, 5 agosto 1890 – 9 novembre 1970) è stato un poeta e scrittore italiano.

## Biografia
Francesco Giuliani nasce, e trascorre gran parte della sua vita,a Castel del Monte (L'Aquila). 
Egli appartiene alla schiera dei pastori poeti, di quei personaggi che nel tascapane mettono un pezzo di formaggio e di pane, per la sussistenza fisica, e gli autori classici della lingua italiana per migliorare ed accrescere la conoscenza culturale. Leggono, si appassionano e trovano ispirazione sugli autori classici quali Dante, Tasso, Ariosto ecc..
Francesco Giuliani non è una persona incolta. Anzi la lettura di Dante, Tasso ed Ariosto gli dà la possibilità di ampliare le sue vedute. 
I suoi compaesani gli attribuiscono un soprannome Cicche ru cuaprare (Francesco il capraio), ma nella realtà Giuliani è ben lontano dall'apparire un pastore incolto, anzi leggere i suoi scritti dà il senso di una grande profondità d'animo.
La vita del pastore abruzzese era sicuramente dura e non facile. Tutto era intervallato da scadenze fisse. A settembre cominciava la transumanza. I pastori, seguendo i tratturi, conducevano le loro greggi da Campo Imperatore (Parco nazionale del Gran Sasso e Monti della Laga) al Tavoliere delle Puglie, per poi rientrare a Campo Imperatore al disgelo in primavera.
Per cinquant'anni questa sarà la vita di Giuliani. Tale pendolarismo  sarà interrotto solo allo scoppio della prima guerra mondiale e durante una breve esperienza in fabbrica da emigrato in Francia.
Francesco Giuliani, ispirato dai grandi classici della lingua italiana, decide di passare dalla lettura alla scrittura lasciando così una testimonianza sulla vita del popolo abruzzese ed il terribile ricordo della devastante guerra mondiale vissuto in prima persona tra le trincee.
Dalla lettura degli scritti che ci ha lasciato emerge la necessità di possedere una adeguata cultura, la necessità della lotta contro l'ignoranza, l'importanza dell'impegno politico e l'importanza dei conflitti sociali.
Durante la sua vita riuscirà a costruire una biblioteca composta da ben 400 libri.
Francesco Giuliani, infine, è ricordato anche per un'altra sua grande passione l'intaglio del legno.
Nel 1913 sposò Maria Cesidia Coletta (20/4/1893-9/6/70). Vivranno sempre insieme e lasceranno la vita terrena a pochi mesi di distanza l'uno dall'altro.
Nel 2011 Isabella Micati  e Alessio Tessitore  hanno realizzato un documentario sull'opera letteraria e artistica di Francesco Giuliani. Il poeta pastore è stato interpretato dall'attore Giacomo Vallozza.

## LaNotte delle Streghe
La Notte delle Streghe è uno spettacolo teatrale itinerante che si svolge a Castel del Monte il 17 agosto di ogni anno ed è ispirato al testo di Giuliani Se ascoltar vi piace.
Lo spettacolo ricostruisce le "credenze popolari" e cioè che quando un bambino si ammalava era per colpa delle streghe. Si praticava pertanto un rito per allontanare le streghe e guarire il bambino.
Lo rappresentazione è stata realizzata per la prima volta nel 1996, grazie all'iniziativa del Sindaco pro - tempore Mario Basile grande appassionato della cultura e delle tradizioni popolari legate a Castel del Monte e degli scritti che ha lasciato Giuliani. L'evento richiama ogni anno a Castel de Monte migliaia di turisti.
Mario Basile, con lo scopo di conservare la memoria e le radici della comunità castellana e soprattutto animato dalla grande volontà di trasmettere i valori ed i ricordi alle generazioni future, nel corso degli ultimi anni ha realizzato tre libri Terra mia, Voci e volti della memoria e Racconti della nostra gente che in buona sostanza seguono ed integrano quanto già raccontato da Francesco Giuliani..

## Òme se nasce, bregànte se mòre
Nel 2011, in occasione delle celebrazioni del 150 anni Unità d'Italia si è svolta, a Castel del Monte, la prima edizione di Òme se nasce, bregànte se mòre un altro spettacolo teatrale itinerante che, traendo ispirazione dagli scritti di Giuliani, narra fatti collegati al fenomeno del brigantaggio realmente accaduti nel comprensorio aquilano, ma anche problematiche sociali e politiche che hanno riguardato il Meridione a cui ha attinto la letteratura e la pittura.
Dal 2011 ogni ultimo sabato di luglio Òme se nasce, bregànte se mòre viene replicata per le strade del centro storico di Castel del Monte.
La rappresentazione è sempre curata da Mario Basile che si avvale di attori non professionisti provenienti da Castel del Monte, Calascio e Barisciano.